# Saint-Aubin-d'Aubigné
 Saint-Aubin-d'Aubigné  es una población y comuna francesa, situada en la región de Bretaña, departamento de Ille y Vilaine, en el distrito de Rennes y cantón de Saint-Aubin-d'Aubigné.

## Demografía
| 1391 | 1544 | 1680 | 2133 | 2170 | 2440 |
| Para los censos de 1962 a 1999 la población legal corresponde a la población sin duplicidades (Fuente: INSEE [Consultar]) |      |      |      |      |      |